# هوبولانغ مينديس
هوبولانغ مينديس (بالفرنسية: Houboulang Mendes) (4 مايو 1998 بإيفري في فرنسا - ) هو لاعب كرة قدم فرنسي في مركز الدفاع.

## روابط خارجية
- هوبولانغ مينديس على موقع قاعدة بيانات كرة القدم.إي يو (الإنجليزية)
- هوبولانغ مينديس على موقع ليكيب (الفرنسية)
- هوبولانغ مينديس على موقع ناشيونال فوتبول تيمز (الإنجليزية)
- هوبولانغ مينديس على موقع Soccerway.com (الإنجليزية)
- هوبولانغ مينديس على موقع عالم كرة القدم.نت (الإنجليزية)
- هوبولانغ مينديس على موقع AS.com (الإسبانية)
- هوبولانغ مينديس على موقع GSA (الإنجليزية)